# 風が強く吹いている
『風が強く吹いている』（かぜがつよくふいている）は、三浦しをんによる、箱根駅伝を舞台にした日本の小説。2006年9月22日に新潮社より刊行。新潮文庫より文庫版も刊行されている。物語は2人の男子大学生を中心に展開される。
2007年の漫画化、ラジオドラマ化を皮切りに、2009年1月に舞台化、同年10月31日に実写映画化、2018年にテレビアニメ化、2020年に新作の舞台化が発表されている。2010年、第1回ブクログ大賞文庫本部門大賞を受賞。

## あらすじ
みずからが引き起こした暴力事件により、部活動を辞めることを余儀なくされた、天才ランナーの蔵原走（カケル）は、みずからの脚を万引きの道具として活かし、逃れるために夜道を走っていた。そこに偶然通りかかった、かつて強豪校で走っていた手負いのランナー、清瀬灰二（ハイジ）は、その走りに魅了され、自転車でカケルを追いかけ、「走るの好きか」と問う。
その問いに脚を止めたカケルに対し、ハイジは、みずからが学生の食事を作り生活面を管理している、格安学生寮の竹青荘（通称・アオタケ）に勧誘する。ほかに行くあてもなく、カケルが向かったアオタケでは、「漫画オタク」の美形、運動経験のない黒人、もてることを夢見る瓜二つの双子、争いごととは無縁な好青年、司法試験合格済みの秀才、ヘビースモーカーな25歳、就職活動に勤しむクイズ王と、個性豊かな面々がそれぞれの大学生活を謳歌していた。
そんな彼らが集う、カケルの歓迎会で、ハイジは「ここにいる10人で箱根駅伝を目指す」と高らかに宣言する。じつはアオタケは、ハイジが箱根駅伝を目指すための「寛政大学・陸上競技部錬成所」であったのだ。騙された、と抗議をする住人に対し、ハイジは彼らの心理を、時に巧みに、時に強引に掌握し、箱根駅伝を本気で目指すために突き進んでいく。
アオタケの住人は、大半が陸上素人ではあったが、トレーニングをしていくうちに各々の長所を伸ばし徐々に力をつけていく。それに対し、カケルは当初なし崩しに付き合ってはいたものの、箱根駅伝出場については本気に捉えておらず、住人との温度差を埋めきれずにいた。
そして初めての記録会で、カケルは大学陸上長距離界のトップ、藤岡一真の走りを見せつけられたうえ、箱根への道のりの険しさを突きつけられ、焦って住人と衝突する。そんなカケルに対し、ハイジはある言葉を投げかける。
こうして幾多の衝突を繰り返しながらも、アオタケの10人は、箱根駅伝に出場し、天下の険に辿り着くことを目標に、絆を育み成長していく。

## 登場人物

### 寛政大学
架空の大学で、小田急小田原線・祖師ヶ谷大蔵駅と成城学園前駅、京王線・千歳烏山駅が最寄り駅という設定。なお、アニメ版では成城大学が外観のモデルとなっている。
清瀬 灰二（きよせ はいじ）/ ハイジ
声 - 野島健児（ラジオ）、豊永利行（アニメ）、川上貴史（ボイスコミック） / 演 - 黄川田将也、松田裕、塚田僚一（舞台）、小出恵介（映画）
本作の主人公で、文学部4年生。駅伝チームの主将で、第10区走者。陸上競技部の寮である「竹青荘（ちくせいそう、通称：アオタケ）」での食事や掃除、その他の雑用をはじめ、陸上部員の健康管理やトレーニングメニューなどを仕切っている。
人の心を操るのが上手で、竹青荘の住人には「鬼」「詐欺師」と形容されることもある。基本は穏やかな性格であるが、ときに厳しく部員を鼓舞するリーダーシップの持ち主。誰よりも部員たちのことを考え、チームとしてのバランスを取ろうとする。また、大家である田崎の飼い犬であるニラの世話もハイジがしている。
かつては強豪・出雲中央高校（漫画では出雲一高）の高校1年生で、5000ｍを14分10秒台で走る、エリートランナーだった。しかし練習中に脚に違和感を覚えるようになり、監督であった父に相談することもできず、結果右膝を剥離骨折し手術を経験している。
カケルの走りを偶然目にし、その走りに魅せられたことによりアオタケに勧誘し、そろった住人を率いて、たった10人で箱根駅伝を目指そうと決意する。
蔵原 走（くらはら かける）/ カケル
声 - 今井翼（ラジオ）、大塚剛央（アニメ）、若松共生（ボイスコミック） / 演 - 和田正人、堂本翔平、矢部昌暉（舞台）、林遣都（映画）
本作のもう一人の主人公で、社会学部1年生。第9区走者。アニメ版では主人公となっている。かっとなりやすい性格で、走ること以外は口下手で不器用。
仙台城西高校出身で、高校2年生で5000ｍを13分50秒台という驚異的な速さで走る天才ランナーだったが、所属していた陸上部の勝利至上主義の監督とそりが合わず、問題を起こした。その結果、出場停止処分を受け、退部した。大学に進学してからも走ることを捨てることができず、当初は陸上部に所属することなく単独で走りつづけていたが、ハイジとの出会いで運命が大きく変わった。ハイジに勧誘されたことで、当初はなし崩しのようなかたちで陸上部に入部し、箱根を目指す。
走ることについては文句なしのエースだが、人間的に未熟な点が多く、部員とは幾度も衝突を重ねたが、ハイジらとの日々を過ごすなかで、人間的にも大きく成長していった。
漫画版では葉菜子に対し恋愛感情を持ち、双子のジョージ、ジョータにライバル意識も持ったりする一面もある。
杉山 高志（すぎやま たかし）/ 神童
声 - 沼田祐介（ラジオ）、内山昂輝（アニメ）、團悠哉（ボイスコミック） / 演 - 渋江譲二 、磯野大 、冨岡健翔（舞台）橋本淳（映画）
商学部3年生。第5区走者。地方出身で往復10kmの山道を歩いて学校に通っていた。映画版では秋田県、アニメ版では山形県出身の設定。
素朴な好青年だが、故郷では何をやっても一番だったことから「神童」というあだ名がついた。しかし、上京すると、自分がただの凡人ということを悟った。
穏やかかつ協調性のある性格で、自分のことよりも他人を優先しがち。前述の背景から、山道への適性を見出され「山登り」と呼ばれる急坂が続く5区に抜擢される。しかしその性格上、対外交渉を一手に担うことになり、箱根当日に体調を崩す。最悪なコンディションの状態でも走り続け、走るうえでもっとも大切なことだとハイジが称する「強さ」を体現する。
竹青荘の住人で、唯一彼女がいる。
漫画版では一人称が僕ではなく「オレ」となっており、性格は他メディアに比べ、若干つかみどころがなく、暗い。
柏崎 茜（かしわざき あかね）/ 王子
声 - 坂熊孝彦（ラジオ）、入野自由（アニメ）、小野祐輔（ボイスコミック） / 演 - 松本慎也、栗原大河、阿部快征（舞台）、中村優一（映画）
文学部2年生。第1区走者。極度の「漫画オタク」で、部屋は漫画で埋め尽くされている。大学内では漫画研究会に入部している。端整な顔立ちをしていることから「王子」というあだ名がついたが、その美しい容姿は何の役にも立っていない。
メンバーのなかでは一番足が遅く、運動も苦手なため、練習でもその克服がチーム内での課題となっていた。最初のころはウォーミングアップにすら苦心し、箱根駅伝に出場するための標準タイムの倍以上の時間を要するほどであったが、ハイジに見込まれた生来の粘り強い精神もあり、完走するようになった。当初は、あまりに運動ができないことから、走ることそのものを悲観的に捉えているが、しだいに竹青荘の住人と走ることに対し愛着を感じ始めた。
城 太郎（じょう たろう） / ジョータ
声 - 根本幸多（ラジオ）、榎木淳弥（アニメ）、大須賀直也（ボイスコミック） / 演 - 高木万平、二葉勇（舞台）、斉藤慶太（映画）
1年生。第3区走者。高校時代はサッカー部に所属していた。双子の弟のジョージのことを一番よく知っており、弟よりも自身がしっかりしていると思っている。天真爛漫に振る舞いながらも、実は計算して行動することもあり、本心から純粋に振る舞うジョージと自身は違うと感じている。女子が大好きで「彼女募集中」であるが、葉菜子の好意には気づいていなかった。
実は弟のジョージのほうが、自身よりも走りに秀でていることに気づいており、ジョージの独り立ちを予感している。
城 次郎（じょう じろう）/ ジョージ
声 - 菅沼久義（ラジオ）、上村祐翔（アニメ）、大須賀直也（ボイスコミック） / 演 - 高木心平、二葉要（舞台）、斉藤祥太（映画）
1年生。第4区走者。ジョータの双子の弟。高校時代はサッカー部に所属していた。裏表も計算もない、天真爛漫で無邪気な性格。同級生であるカケルとはよく衝突するものの、純粋にカケルの走りに憧れている。兄と同じく女の子が大好きで「彼女募集中」であるが、葉菜子の好意には気づいていなかった。
自分と似た外見の兄がいること、間違えられやすいことに不満を感じておらず、子供の頃は友人を混乱させることを楽しんでいたふしもあるが、実は自分自身を認めて欲しいと思っている。
岩倉 雪彦（いわくら ゆきひこ）/ ユキ
声 - 三宅淳一（ラジオ）、興津和幸（アニメ）、若松共生（ボイスコミック） / 演 - 粕谷吉洋、高岡裕貴（舞台）、森廉（映画）
法学部4年生。第6区走者。色白で眼鏡をかけている。大学3年の時、司法試験に一発合格した秀才。しかしその反動でたがが外れ、クラブ遊びに興じるようになった。
父親を事故で亡くし、母子家庭という環境で育った。女手ひとつで自分を育てた母親を幸せにしたい一心で弁護士を志し、高校生の時から独自に対策を行い努力を惜しまなかった。しかし母親が再婚したことで、目標を見失い、東京出身でありながら実家から遠ざかるために竹青荘に住んでいる。
高校時代は剣道部に所属していたため、柔軟性に秀でている。その頭脳通りペース配分に優れ、走りに活かされる。知的で冷静な議論を好むが、ニコチャンの煙害にはたびたび激昂する。その一方で、ニコチャンのことを案じ、とりわけ気にかけることも多い。
ムサ・カマラ / ムサ
声 - 山本圭一郎（ラジオ）、株元英彰（アニメ）、湯本貴大（ボイスコミック） / 演 - 矢野デイビット、大日向コリン、澤井一希（舞台）、ダンテ・カーヴァー（映画）
理工学部2年生。第2区走者。流暢な日本語を操り、丁寧な話し方をするアフリカ（アニメ版ではタンザニア）出身の黒人留学生。ただし、一般の留学生（国費留学生）であり、陸上経験はない。ハイジの計画に「黒人の足が速いというのは偏見です」と反論し、自分では戦力にならないと訴えた。しかし、竹青荘の居心地のよさと、ハイジの人望もありすぐに翻意し、箱根を目指す。 直前の記録会では14分台で完走するまでに成長した。神童にはたびたび分からない言葉について尋ね、難しい言葉を教えてもらっている。
舞台版では黒人であるがために心ない電話のことで傷つき、心が大きく揺らぐが、藤岡の言葉に励まされ、ふたたび皆と箱根を目指す。
坂口 洋平（さかぐち ようへい）/ キング
声 - 西脇保（ラジオ）、北沢力（アニメ）、川上貴史（ボイスコミック） / 演 - 瀧川英次、田中翔、安原寛之（舞台）、内野謙太（映画）
社会学部4年生。第8区走者。クイズ番組が大好きで、そこで得た知識は多才である。しかし小心者のため、今まで一回もクイズ番組に出場したことはない。
高校時代はサッカー部に所属していたが、走力は戦力として数えられるレベルにはあるものの、王子を除いた部員の中ではもっとも遅い。
就職活動に苦戦しており、当初箱根は就職のために志していた。また本来は暗い性格であり、仲の良いアオタケの住人に対しても疎外感を感じながらも、周囲に馴染むために無理やり明るく振舞っていた。しかし、走りを通じて、その意識が徐々に変化していくことに気づく。
漫画版では関西出身で関西弁で話す、女友達が多く軽薄な言動の人物になっている。
漫画、映画、舞台、アニメなどで、容姿や境遇に大きく違いが現れているキャラクターでもある。
平田 彰宏（ひらた あきひろ）/ ニコチャン
声 - 田中一成（ラジオ）、星野貴紀（アニメ）、中島大（ボイスコミック） / 演 - 鍛治直人、足立英昭、橋本全一（舞台）、川村陽介（映画）
理工学部3年生。第7区走者。ハイジら4年生よりも1学年下だが2年間浪人をして入学、その後も取得単位不足で2年留年しているため、年齢はハイジよりも3歳年上。一方でパソコン技術には精通しており、卒業できなくても食べていけるほどの腕の持ち主。大学の学費と生活費は、すべてソフト制作のアルバイトでみずから賄っている。
高校時代は陸上部に所属していたが、骨太の体格から記録が伸びず挫折を味わい、大学入学を機に陸上から離れた。つねに寮の自室を煙草の煙で充満させているようなヘビースモーカーだったが、駅伝参加へ向けて本格的な練習が始められたのを機に禁煙する。あだ名の「ニコチャン」はニコチンにちなんだもの。かつての挫折から走ることに抵抗を感じていたが、箱根を目指すことで走りへの愛を取り戻した。
勝田 葉菜子（かつた はなこ）
声 - 吉田仁美（ラジオ）、木村珠莉（アニメ）、 千里（ボイスコミック） / 演 - 近野成美、西村菜那子/千歳ゆう（舞台）、水沢エレナ（映画）
文学部1年生。駅伝チームのマネージャー。本作のヒロイン的ポジションである。黒髪、ロングヘアの美人でチームのマドンナ的存在。竹青荘近所の八百屋「八百勝」の娘で、ときどき野菜を差し入れしている。双子（ジョータ・ジョージ）の両方に思いを寄せているが、カケルの好意には気づかない。
漫画版の設定ではマネージャーになるまでは茶道部だったことになっている。 また、カケルのことも意識する描写がある。
映画版では「勝田食堂」という定食屋の娘となっており、登場当初からハイジと知り合い。勝田家秘伝のカレーもハイジが熱心に通って習得したらしい。
テレビアニメ版では高校3年生に変更されており、髪型も栗色の髪のショートボブヘアになっている。料理の腕前は双子以上に壊滅的で、カケルと王子以外は食べた直後腹を下す。

### その他の登場人物
榊 浩介（さかき こうすけ）
声 - 松本考平（ラジオ）、河西健吾（アニメ）、山田和輝（ボイスコミック） / 演 - 荒木宏文、吉澤翼、三津家貴也（舞台）、五十嵐隼士（映画）
東京体育大学1年生。カケルのライバルであり、強く執着している。小柄ながら実力者で、同大学第8区走者。映画版では第10区走者に変更されている。
カケルとは高校時代の同級生で同じ陸上部だったが、カケルが部内で問題を起こしたことで、高校最後の試合に出場できなかったため、それ以来カケルに辛くあたっている。
映画版、アニメ版、舞台版（ILLUMINUS版）は原作の設定に寄せられ、カケルと寛政大チームに対し挑発的な態度を取っている。とくにアニメ版ではカケルに対する敵対心と嫉妬の感情もあらわにする。
漫画版および舞台版（アトリエ・ダンカン版）では、カケルの元チームメイトとしての面が強調されており、性格のきつさが緩和されている。漫画版では敵対心というよりはランナーとしてのライバル意識が強く出ており、カケルとの関係もぎこちないものの後半ではむしろ内心で互いを気にかける。舞台版（アトリエ・ダンカン版）もカケルとの過去のいきさつから最初のほうこそ挑発的態度や敵対心を見せるが、本心を吐露したあたりから変化が出る。
藤岡 一真（ふじおか かずま）
声 - 竹本英史（ラジオ）、日野聡（アニメ）、湯本貴大（ボイスコミック） / 演 - 伊藤高史、武藤賢人、山田ジェームス武（舞台）、渡辺大（映画）
名門・六道大学陸上部4年生。同大学第9区走者。3年生のときには2区で区間賞をとった、大学長距離界のトップに君臨する選手。ハイジとは高校時代、陸上部のチームメイトだった。
元チームメイトであるハイジやカケルのことも気にかける人格者である。カケルがタイムを伸ばしてからは、そのライバルとして立ちはだかる。
舞台版ではムサが黒人だという理由から、心ない電話で傷つき辞めたがってるところを、人種は関係ないと説得した。
田崎 源一郎（たざき げんいちろう）
声 - 矢田耕司（ラジオ）、中村浩太郎（アニメ）、若松共生（ボイスコミック） / 演 - 花王おさむ（舞台）、津川雅彦（映画）
竹青荘の大家。寛政大学のOBで、駅伝チームの監督。ハイジによれば、過去は寛政大の名コーチとして知られていた。ニラの本来の飼い主でもあるが、ニラの世話はおもにハイジに任せている。
勝田 慎吾（かつた しんご）
声 - 龍田直樹（ラジオ）、荻野晴朗（アニメ） / 演 - 樋渡真司（舞台）
八百屋「八百勝」の店主で葉菜子の父親。後援会代表。 映画版では、「八百勝」が定食屋に変更されており、劇中には登場しない。
ニラ
田崎の飼い犬で、竹青荘のマスコット的存在でもある。名前の由来は沖縄・奄美地方に伝わる『ニライカナイ』からきている。
映画版・アニメ版ではともに柴犬だが、性別は不明。漫画版は白の雑種。映画では竹青荘の住人とともに走ることもある。

## 書誌情報
- 三浦しをん（著） / 山口晃（イラスト） 『風が強く吹いている』、全1巻 
  - 単行本：新潮社、2006年9月22日発売[6]、ISBN 4-10-454104-4
  - 文庫版：新潮文庫、2009年7月1日発売[7]、ISBN 978-4-10-116758-9

## 実写映画
2009年10月31日公開。配給は松竹。主演は小出恵介、林遣都。
第83回キネマ旬報ベスト・テン第10位。第31回ヨコハマ映画祭にて「新人監督賞」「審査員特別賞」を受賞、第19回日本映画批評家大賞新人監督賞受賞。

### 出演
主要なキャストは、上記の登場人物の項を参照のこと。
- 神童の母：和久井映見（声の出演 / 友情出演）
- 寛政大学事務局員：高橋ひとみ（友情出演）
- 東京体育大学陸上部コーチ：近藤芳正（友情出演）
- カケルの高校時代の陸上部監督：寺脇康文（特別出演）
- ハイジの主治医：鈴木京香（特別出演）

### スタッフ
- 原作：三浦しをん
- 企画：鈴木光
- プロデューサー：坂本忠久
- 脚本・監督：大森寿美男
- 音楽：千住明
- 音楽プロデューサー：長崎行男
- 撮影：佐光朗
- 照明：加瀬弘行
- 美術：小澤秀高
- 装飾：西渕浩祐
- 録音：林大輔
- 音響効果：伊藤進一
- 編集：田中愼二
- スクリプター：湯澤ゆき
- 衣装：川崎健二
- ヘアメイク：井川成子
- ラインプロデューサー：森太郎
- キャスティングプロデューサー：名須川伸吾
- VFXプロデューサー：石井教雄
- 監督補：中西健二
- 助監督：猪腰弘之
- 制作担当：関浩紀、松井聡子
- 競技指導：日隈広至
- 監督助手：清水勇気、渡邊祐示
- 撮影補：原田幸治
- 撮影助手：平林利徳、眞田慧子、田村ゆう子
- 特機：小窪美佳
- カースタント：野呂真治、永田崇明
- 照明助手：高橋幸司、石井久友、鈴木祐介、児玉淳、三浦大輔
- 録音助手：田中博信、三木雄次郎、清水雄一郎、鈴木綾磨、田辺正晴（夏期）、山田美穂（夏期）
- 選曲：浅梨なおこ
- 編集助手：山添典子
- ネガ編集：渡辺顕一郎
- 美術助手：渡邉由利、朝倉麻理子
- 装飾助手：飯沼明広
- 持道具：山下千尋
- 衣裳：新井正人、松山さと子
- ヘアメイク助手：秋山直子
- コンテ：相馬宏充
- スチール：松木修
- 俳優担当：高屋隆太
- 演技事務：渡辺理恵
- エキストラ担当：村山和之、土屋圭
- 車両：荻島正雄、藤井英二
- 照明機材車オペレーター：鈴木英士
- 制作主任：大田康一
- 制作進行：池田南、後藤一郎、湯澤布由子
- 制作経理：澤美知子、木村聖、渡辺正子
- 制作デスク：川崎いづみ
- 製作：「風が強く吹いている」製作委員会（松竹、光和インターナショナル、バンダイビジュアル、キノシタ・マネージメント、博報堂DYメディアパートナーズ、読売新聞、京王エージェンシー、衛星劇場）

### ロケーション撮影地
- 福岡県北九州市
- 福岡県福岡市中央区（スタート地点は福岡市庁舎北側）
- 大分県大分市
- 茨城県稲敷郡阿見町
- 千葉県野田市
- 千葉県千葉市
- 埼玉県越谷市

### テレビ放映
- 2012年8月にはチャンネルNECOで放送された。
- 2013年1月2日深夜にはテレビ新潟[注 4]で放送された。
- 2013年1月3日深夜には青森テレビ[注 5]で放送された。
- 2013年1月4日にはTOKYO MXで19:30から放送された。

## 漫画
海野そら太の作画により、2007年から『週刊ヤングジャンプ』（集英社）にて連載された後、『月刊ヤングジャンプ』（集英社）に移行して2008年9月号から2009年12月号まで連載が続けられた。単行本は全6巻（集英社ヤングジャンプコミックス）。
大まかなストーリーは原作小説にほぼ沿っているが、連載誌が青年誌ということもあり、原作よりも男性向け漫画としての色合いが強く、高校時代のシーンや駅伝シーンはオリジナル要素がなされていたり、寛政大学とシード権を争う東京体育大学の面々の設定・登場人物の背景なども掘り下げられて描かれている。
長く絶版となっていたが、2020年8月、復刊ドットコムより新装版全4巻に改めての復刊が発表され、2020年10月下旬から2021年1月下旬にかけて刊行された。カバーは海野そら太による書き下ろし。また、販促用のボイスコミックも公開されている（詳細後述）。

### 登場人物（漫画）
漫画オリジナルの人物のみ。原作に登場する人物は、上記の登場人物の項を参照のこと。
古賀智己（コガ トモミ）
声 - 團悠哉（ボイスコミック）
東京体育大学（東体大）3年生。同大学第2区走者。カケル・榊の高校時代の先輩にあたり、カケルの評価は「計算して走れる速い人」。2年生のときから花の2区を任される同大学エース選手だが、昨年はチームのシード権喪失の一因を作り、再起を期して箱根に臨む。
松平（マツダイラ）
声 - 中島大（ボイスコミック）
東体大3年生。同大学主務。下の名前は不明。真面目な仕事ぶりと他メンバーへの積極的な関わりでチームを支え、箱根本選でも伴走車に乗る。島根県出身で、直接の面識はないものの高校時代のハイジを知っていた。
喜田河彰（キタガワ アキラ）
東体大生。学年は不明。同大学第5区走者。
新見（ニイミ）
東体大生。学年・下の名前は不明。同大学第6区走者。昨年も同区を走った経験を買われて起用される。
丸谷陽二（マルタニ ヨウジ）
東体大4年生。同大学第7区走者。女性に間違われるほどの端正な顔立ちだが、専門とする中距離では関カレで1500mの表彰台に上がるほどのスピードランナー。激しやすい反面、情に厚く責任感も強い。
持田廉（モチダ レン）
東体大2年生。同大学第9区走者。チーム監督に「何を考えているか分からん」と称されるマイペースな性格で、つまり他選手の動向や作戦に惑わされない図太さを持つ。
朝倉恭平（アサクラ キョウヘイ）
東体大4年生。同大学第10区走者。推薦入試でなく一般入試で入学して主将にまでなった努力家。調子の上がらないメンバーや部の牽引役を率先して担い、後輩からの信認は厚い。
向井義明（ムカイ）
声 - おっきなわたる（ボイスコミック）
カケルと榊の高校時代のチームメイト。下の名前の読みは不明。温厚な性格で、当時のチームを外側から見る目を持っていた数少ない人物。卒業後もカケル・榊とそれぞれ繋がりを保ち続けている。
ハイジの母
声 - tamico.（ボイスコミック）
ハイジの回想の形で登場。

### 販促用ボイスコミック
新装版復刊に伴い、各巻の内容をボイスコミックとして再構成した動画が、復刊ドットコム公式Youtubeチャンネルにて公開された。2020年12月から2021年3月にかけて全4回がアップされている。
スタッフ
- 製作協力：スチールウッドガーデン、タンバリンアーティスツ
- 製作：Project Cubic（大野悠、井上四葉、Koto）

挿入歌
「Spurt Up!!」
歌・曲 - 西川元

### 書誌情報（漫画）
- 三浦しをん（原作） / 海野そら太（作画） 『風が強く吹いている』 集英社〈ヤングジャンプ・コミックス〉、全6巻 
  1. 2008年3月24日発売、ISBN 978-4-08-877412-1
  2. 2008年6月24日発売、ISBN 978-4-08-877464-0
  3. 2008年9月24日発売、ISBN 978-4-08-877506-7
  4. 2008年12月24日発売、ISBN 978-4-08-877569-2
  5. 2009年6月24日発売、ISBN 978-4-08-877666-8
  6. 2009年12月23日発売、ISBN 978-4-08-877755-9
- 三浦しをん（原作） / 海野そら太（作画） 『風が強く吹いている 新装版』 復刊ドットコム、全4巻  
  1. 2020年10月25日発売、ISBN 978-4-8354-5748-2
  2. 2020年11月25日発売、ISBN 978-4-8354-5749-9
  3. 2020年12月25日発売、ISBN 978-4-8354-5750-5
  4. 2021年1月25日発売、ISBN 978-4-8354-5764-2

## ラジオドラマ
箱根駅伝応援スペシャルとして、2007年12月24日から28日まで5日連続で文化放送にて放送された。

## 舞台劇

### アトリエ・ダンカン版
アトリエ・ダンカンプロデュースで 2009年1月から 2月にかけて、東京、富山、名古屋、仙台、大阪、福岡で公演された。公演の模様はWOWOWで2009年7月27日に放送され、2009年10月28日にDVDとして発売された。
ストーリーは原作小説と基本展開は同じだが、舞台の性質上、大幅な変更がなされており、ムサの掘り下げが違い、双子（ジョージ、ジョータ）の葉菜子への恋愛感情的な部分が省略され、藤岡と榊がそれぞれ竹青荘を訪ねて来る。
スタッフ（アトリエ・ダンカン版）
- 演出：鈴木裕美
- 脚本：鈴木哲也
- 主催：イープラス
- 企画協力：ボイルドエッグズ、新潮社
- 企画・製作：アトリエ・ダンカン、イープラス

### ILLUMINUS版
2020年よりILLUMINUSによる新たなる舞台化が発表され、同年6月に東京での公演が予定されていたが、新型コロナウィルス感染症の流行の影響で延期。翌2021年6月16日～20日にかけて上演され、7月10日、18日に千穐楽分がディレイ配信された。また、2023年1月18日～22日にキャスト勢のほとんどを一新しての再演が予定されている。
スタッフ（ILLUMINUS版）
- 演出：吉田武寛（LIPS*S／ILLUMINUS）
- 脚本：春日康徳
- 企画協力：新潮社
- 主催･企画・製作：ILLUMINUS　

## テレビアニメ
2018年10月より2019年3月まで日本テレビ、BS日テレ、読売テレビほかにて放送された。
ストーリーは原作の小説に準拠しているが、漫画版同様オリジナルストーリーも多数描かれており、登場人物の掘り下げがなされている。

### スタッフ（アニメ）
- 原作 - 三浦しをん[16]
- 監督 - 野村和也[16]
- シリーズ構成・脚本 - 喜安浩平[16]
- キャラクターデザイン - 千葉崇洋[16]
- キーアニメーター - 高橋英樹、向田隆[1]
- プロップデザイン - 岸田隆宏
- 美術設定 - 立田一郎
- 美術監督 - 針﨑義士
- 色彩設計 - 野田採芳子
- 撮影監督 - 野上大地
- CG監督 - 佐々木俊宏
- 編集 - 植松淳一
- 音響監督 - 菊田浩巳[1]
- 音楽 - 林ゆうき[1]
- プロデューサー - 岡村和佳菜、塩出正樹、稲毛弘之、森廣扶美、吹野史斉
- アニメーションプロデューサー - 松下慶子
- アニメーション制作 - Production I.G[16]
- 企画協力 - 新潮社[16]
- 製作 - 寛政大学陸上競技部後援会

### 主題歌
オープニングテーマ
「Catch up, latency」（第1 - 11話）
作詞・作曲 - 田淵智也 / 編曲・歌 - UNISON SQUARE GARDEN
「風強く、君熱く。」（第12 - 23話）
作詞 - Q-MHz、日高光啓 / 作曲 - Q-MHz / 歌 - Q-MHz feat. 日高光啓 a.k.a. SKY-HI

エンディングテーマ
「リセット」（第1 - 11話）
作詞・歌 - 向井太一 / 作曲 - 向井太一、CELSIOR COUPE / 編曲 - CELSIOR COUPE
「道」（第12 - 23話）
作詞・歌 - 向井太一 / 作曲 - 向井太一、CELSIOR COUPE

### 各話リスト
| 話数       | サブタイトル             | 絵コンテ          | 演出                | 作画監督                                                                                    |
| ---------- | ------------------------ | ----------------- | ------------------- | ------------------------------------------------------------------------------------------- |
| 第一話     | 10人目の男               | 野村和也          | 野村和也            | 千葉崇洋                                                                                    |
| 第二話     | 鬼が来りて               | 野村和也          | いとがしんたろー    | 名倉智史                                                                                    |
| 第三話     | 花、一輪                 | 江副仁美          | 江副仁美            | 高橋英樹                                                                                    |
| 第四話     | 消えない影               | 町谷俊輔          | 鎌田祐輔            | 木村敦子                                                                                    |
| 第五話     | 選ばれざる者たち         | 澤井幸次          | いとがしんたろー    | 石川真理子 植田実                                                                           |
| 第六話     | 裸の王様                 | 鎌倉由美          | いとがしんたろー    | 下妻日紗子 鈴木明日香                                                                       |
| 第七話     | 頂きに牙を剥け           | 野村和也 江副仁美 | 江副仁美            | 千葉崇洋 高橋英樹 河野真貴                                                                  |
| 第八話     | 危険人物                 | 那由多十三        | 那由多十三          | 名倉智史 鈴木明日香                                                                         |
| 第九話     | ふぞろいの選手たち       | 笹木信作          | 中谷亜沙美          | 植田実 石川真理子                                                                           |
| 第十話     | 僕たちの速度             | 那由多十三        | 鎌田祐輔            | 木村敦子 稲吉朝子 鈴木明日香 名倉智史 千葉崇洋                                              |
| 第十一話   | こぼれる雫               | 森田史 野村和也   | いとがしんたろー    | 下妻日紗子 鈴木絵万 渡辺愛                                                                  |
| 第十二話   | 夏のいたずら             | 板津匡覧          | 板津匡覧            | 折井一雅 高橋英樹                                                                           |
| 第十三話   | そして走り出す           | 金森陽子          | 金森陽子            | 名倉智史 千葉崇洋 下妻日紗子 鈴木絵万 渡辺愛 折井一雅                                       |
| 第十四話   | 一人じゃない             | 笹木信作          | たかたまさひろ      | 藤田正幸 植田羊一 横田和彦 小野田貴之 宇都木勇 牛島勇二 向田隆（アクション） 千葉崇洋（総） |
| 第十五話   | 運命の場所               | 笹木信作          | 江副仁美            | 稲吉朝子 鈴木明日香 石川真理子 向田隆（アクション）                                         |
| 第十六話   | 夢と現                   | 仲澤慎太郎        | いとがしんたろー    | 折井一雅 下妻日紗子 木村敦子 稲吉朝子 高橋英樹 千葉崇洋                                     |
| 第十七話   | 答え探して               | 中谷亜沙美        | 中谷亜沙美          | 千葉崇洋 鈴木絵万 森田千誉                                                                  |
| 第十八話   | そして朝                 | 那由多十三        | 荻原露光            | 名倉智史 石川真理子 渡辺愛                                                                  |
| 第十九話   | 解き放つ時               | 笹木信作          | いとがしんたろー    | 稲吉朝子 折井一雅 下妻日紗子 鈴木絵万 渡辺愛 石川真理子 千葉崇洋                            |
| 第二十話   | 壊れても                 | 野村和也          | 江副仁美            | 木村敦子 鈴木明日香 千葉崇洋 稲吉朝子                                                       |
| 第二十一話 | さよなら、美しきこの世界 | 笹木信作          | 奥田佳子 中谷亜沙美 | 高橋英樹 名倉智史 森田千誉 千葉崇洋                                                         |
| 第二十二話 | 寂しさを抱きしめろ       | 佐藤雅子          | 佐藤雅子            | 石川真理子 下妻日紗子 稲吉朝子 鈴木絵万 渡辺愛 木村敦子                                     |
| 第二十三話 | それは風の中に           | 野村和也          | 野村和也            | 千葉崇洋 名倉智史 折井一雅 高橋英樹 鈴木明日香 森田千誉 稲吉朝子 下妻日紗子                 |

### 放送局・配信元
| 放送期間                                              | 放送時間                                                  | 放送局         | 対象地域   | 備考                          |
| ----------------------------------------------------- | --------------------------------------------------------- | -------------- | ---------- | ----------------------------- |
| 2018年10月3日 - 2019年3月27日                         | 水曜 1:29 - 1:59（火曜深夜）                              | 日本テレビ     | 関東広域圏 | 製作参加 / 『AnichU』前半枠   |
| 2018年10月6日 - 2019年3月30日                         | 土曜 2:31 - 3:01（金曜深夜）                              | 札幌テレビ     | 北海道     |                               |
| 2018年10月7日 - 2019年3月31日                         | 日曜 2:25 - 2:55（土曜深夜）                              | 静岡第一テレビ | 静岡県     |                               |
| 2018年10月9日 - 12月18日 2019年1月15日 - 2019年4月2日 | 火曜 2:59 - 3:29（月曜深夜） 火曜 2:29 - 2:59（月曜深夜） | 読売テレビ     | 近畿広域圏 | 『MANPA』第3部 『MANPA』第2部 |
| 2018年10月10日 - 2019年4月3日                         | 水曜 0:00 - 0:30（火曜深夜）                              | BS日テレ       | 日本全域   | BS放送                        |
| 2018年11月2日 -                                       | 金曜 21:30 - 22:00                                        | 日テレプラス   | 日本全域   | CS放送                        |

インターネットではバンダイチャンネルなどで配信されている。
アニマックスでは、2021年1月1・2日の15時から、「一挙放送」として放送した。

### BD / DVD
| 巻 | 発売日        | 収録話          | 規格品番   | 規格品番   |
| 巻 | 発売日        | 収録話          | BD限定版   | DVD限定版  |
| -- | ------------- | --------------- | ---------- | ---------- |
| 1  | 2019年1月16日 | 第1話 - 第3話   | TBR-28401D | TDV-28410D |
| 2  | 2019年2月13日 | 第4話 - 第6話   | TBR-28401D | TDV-28410D |
| 3  | 2019年3月13日 | 第7話 - 第9話   | TBR-28401D | TDV-28410D |
| 4  | 2019年4月17日 | 第10話 - 第12話 | TBR-28401D | TDV-28410D |
| 5  | 2019年5月22日 | 第13話 - 第15話 | TBR-28401D | TDV-28410D |
| 6  | 2019年6月19日 | 第16話 - 第17話 | TBR-28401D | TDV-28410D |
| 7  | 2019年7月17日 | 第18話 - 第19話 | TBR-28401D | TDV-28410D |
| 8  | 2019年8月21日 | 第20話 - 第21話 | TBR-28401D | TDV-28410D |
| 9  | 2019年9月18日 | 第22話 - 第23話 | TBR-28401D | TDV-28410D |

### Webラジオ
蔵原走役の大塚剛央と清瀬灰二役の豊永利行によるWebラジオ『風が強く吹いている 〜ラジオで走るの好きか？〜』が、音泉にて2018年8月27日にプレ配信後、2018年9月24日から2019年4月15日まで配信された。
| 日本テレビ AnichU 前半枠 | 日本テレビ AnichU 前半枠 | 日本テレビ AnichU 前半枠 |
| 前番組                   | 番組名                   | 次番組                   |
| ------------------------ | ------------------------ | ------------------------ |
| ルパン三世 PART5         | 風が強く吹いている       | HUNTER×HUNTER（再放送）  |